# The Australian
The Australian, även känd som The Oz,[källa behövs] är en australisk tidning som grundades av den Rupert Murdoch-ägda News Corporation 1965. Tidningen utkommer måndag till lördag och är landets största rikstäckande tidning med en upplaga på 135 000 och en lördagsupplaga på 305 000.
Tidningen är politiskt sett borgerlig, och har emellanåt varit dagsordningsättande i australisk politik. Tidigare har tidningen stöttat landets premiärminister John Howard men stöttar i dag[när?] arbetarpartiregeringen under Kevin Rudds ledning.